# Clubiona uniyali
Espèce
Clubiona uniyali est une espèce d'araignées aranéomorphes de la famille des Clubionidae.

## Distribution
Cette espèce est endémique d'Uttarakhand en Inde,. Elle se rencontre dans le district de Chamoli.

## Description
La femelle holotype mesure 6,7 mm.

## Systématique et taxinomie
Cette espèce a été décrite par Sarkar, Quasin et Siliwal en 2023.

## Étymologie
Cette espèce est nommée en l'honneur de Virendra Prasad Uniyal.

## Publication originale
- Sarkar, Quasin & Siliwal, 2023 : « Two new species of sac spiders (Araneae: Clubionidae) from the Indian western Himalayas. » Serket, vol. 19, no 2, p. 126-131.